# Политичка карта
Политичка карта је географска карта Земљине површине или њених појединих делова, на којој су означене границе држава и других административно-територијалних целина.